# Seznam britských bitevních křižníků

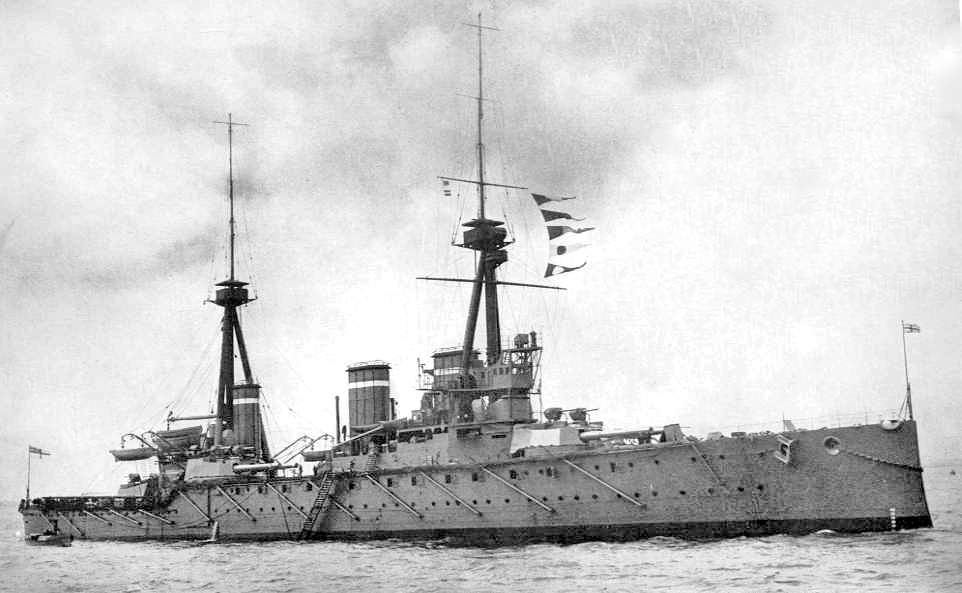
Bitevní křižník HMS Invincible

Seznam britských bitevních křižníků obsahuje všechny bitevní křižníky, které sloužily u Royal Navy.

## TřídaInvincible

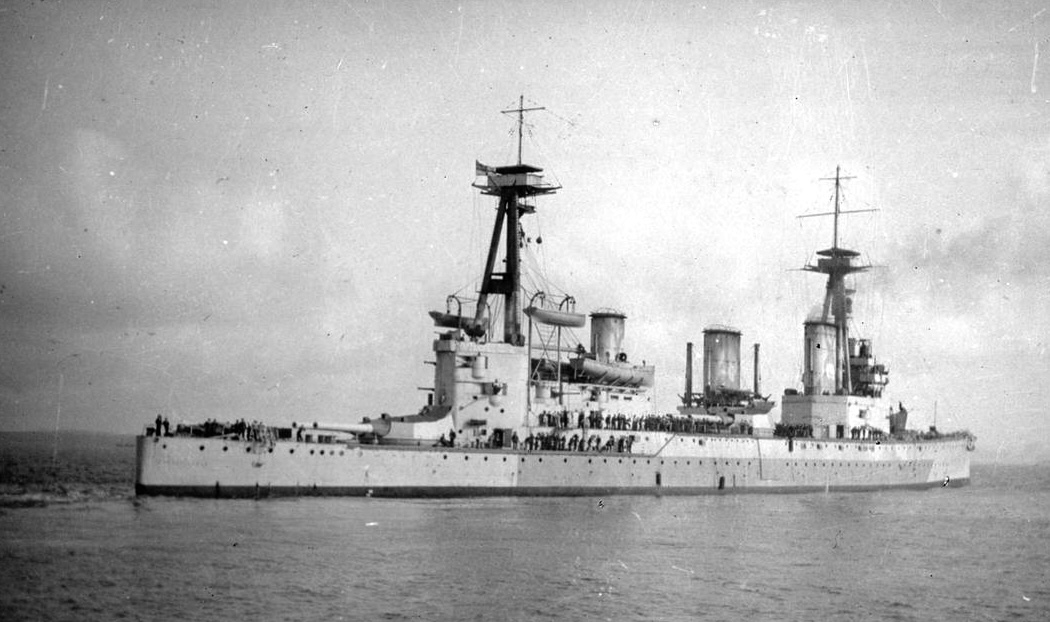
HMS Indefatigable

- HMS Invincible
- HMS Indomitable
- HMS Inflexible

## TřídaIndefatigable
- HMS Indefatigable
- HMS New Zealand
- HMAS Australia

## TřídaLion

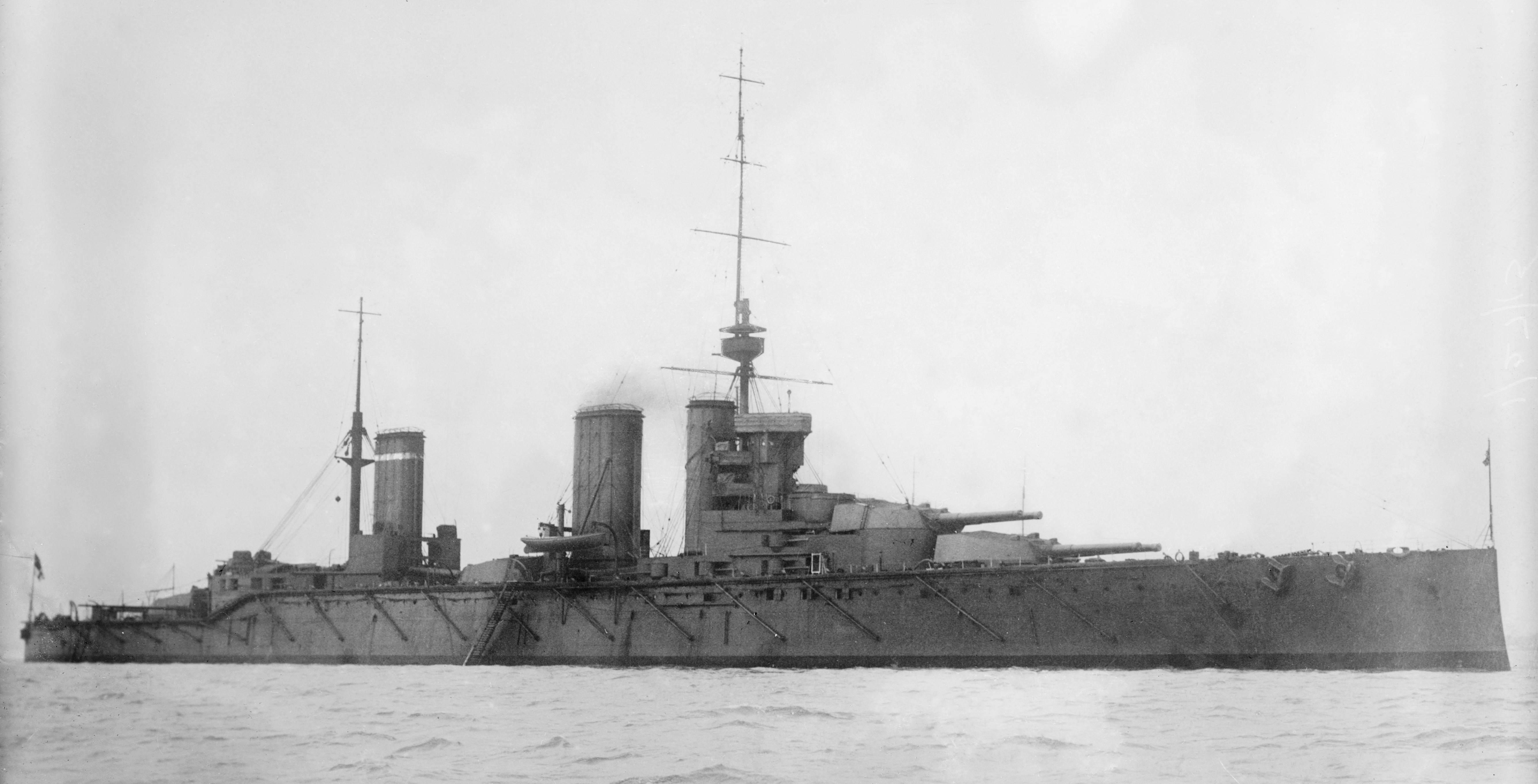
HMS Princess Royal

- HMS Lion
- HMS Princess Royal
- HMS Queen Mary

## TřídaTiger
- HMS Tiger

## TřídaRenown

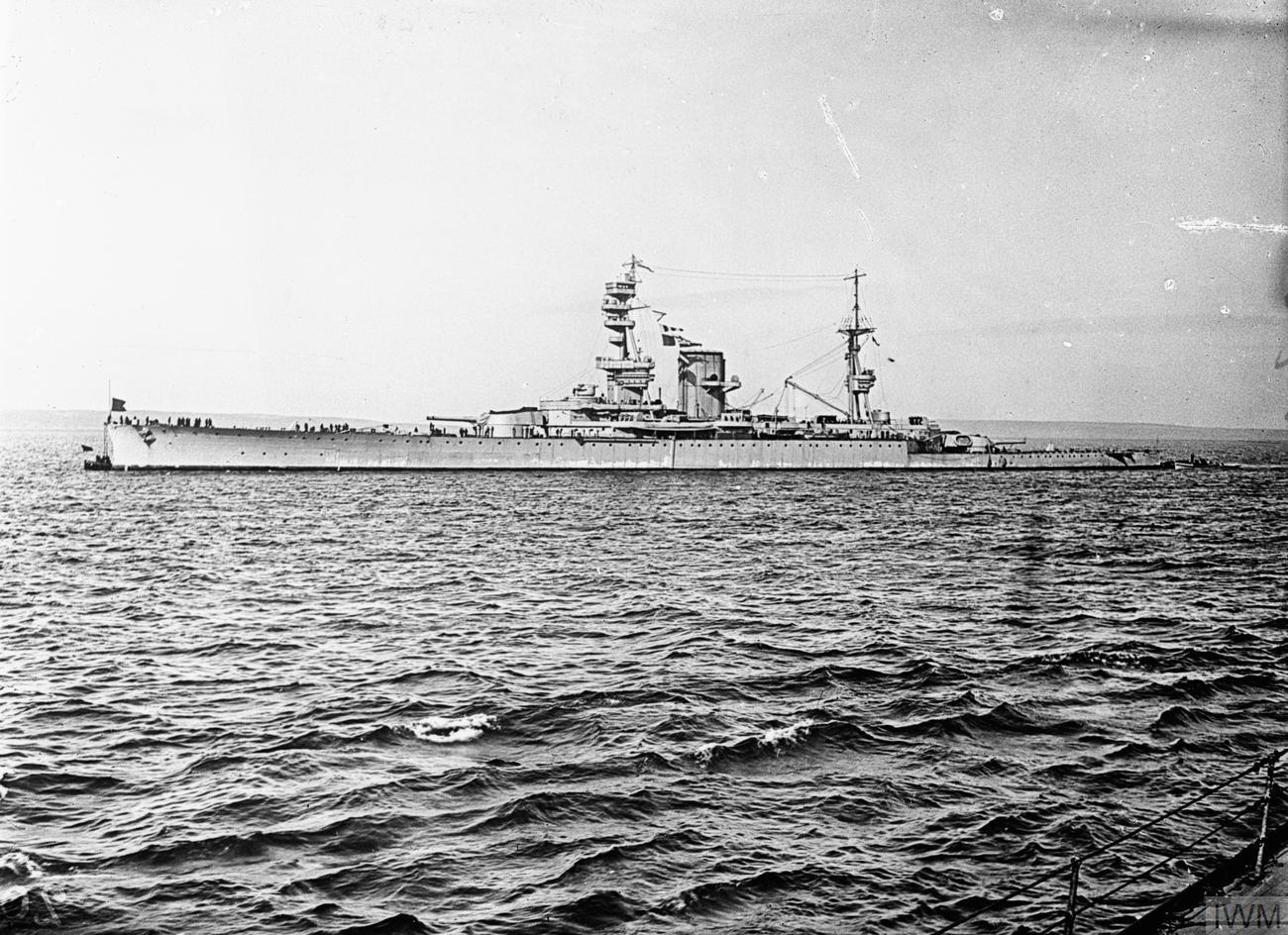
HMS Courageous krátce po dokončení

- HMS Renown
- HMS Repulse
- HMS Resistance (nepostaven)

## TřídaCourageous
- HMS Courageous
- HMS Glorious
- HMS Furious

## TřídaAdmiral

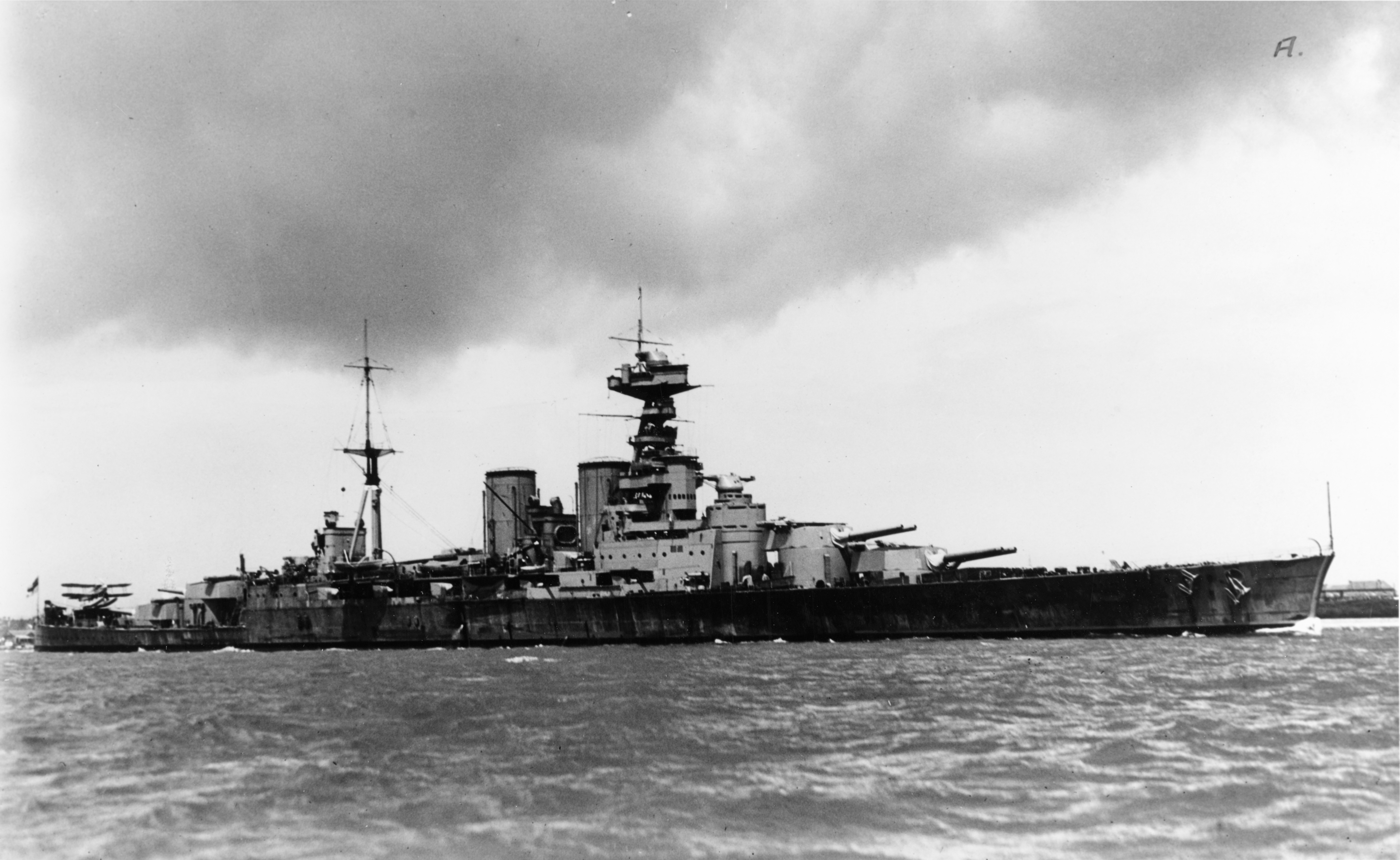
HMS Hood počátkem 30. let

- HMS Hood
- HMS Howe (nepostaven)
- HMS Rodney (nepostaven)
- HMS Nelson (nepostaven)

## TřídaG3
- 4 plánované lodě nebyly postaveny